# Labyrinthocyathus langae
Labyrinthocyathus langae är en korallart som beskrevs av Stephen D. Cairns 1979. Labyrinthocyathus langae ingår i släktet Labyrinthocyathus och familjen Caryophylliidae. Inga underarter finns listade i Catalogue of Life.